# Шеї Оджо
Олувасеї «Шеї» Бабаджиде Оджо (англ. Oluwaseyi Babajide "Sheyi" Ojo, нар. 19 червня 1997, Гемель-Гемпстід, Англія) — англійський футболіст, півзахисник молодіжної збірної Англії та клубу «Ліверпуль». На умовах оренди виступає за «Міллволл».

## Клубна кар'єра
Вихованець юнацьких команд футбольних клубів «Мілтон-Кінс Донс» та «Ліверпуль».
У дорослому футболі дебютував 2015 року виступами за команду клубу «Ліверпуль». Протягом другої половини сезону 2014—2015 на правах оренди виступав у «Віган Атлетік», де і дебютував за дорослу команду. Загалом взяв участь в 11 матчах чемпіонату.
Протягом сезону 2015—2016 за умовами орендної угоди захищав кольори клубу «Вулвергемптон». Відіграв за клуб з Вулвергемптона 17 матчів чемпіонату, у яких відзначився двічі.
«Ліверпуль» відкликав Шеї з оренди 7 січня 2016 року. Наступного дня дебютував за «червоних» у матчі Кубка Англії проти «Ексітер Сіті». Відтоді встиг відіграти за мерсісайдців 8 матчів в національному чемпіонаті. У чемпіонаті Оджо дебютував 20 березня, вийшовшив матчі проти «Саутгемптона» на 87-й хвилині замість Джо Аллена.
16 серпня 2017 року на правах оренди на один сезон півзахисник приєднався до «Фулгема».

## Виступи за збірні
2011 року дебютував у складі юнацької збірної Англії, взяв участь у 36 іграх на юнацьких рівнях, відзначившись 5 забитими голами.
2017 року почав залучатись до складу молодіжної збірної Англії.

## Статистика виступів

### Статистика клубних виступів
| Сезон                 | Команда               | Чемпіонат             | Чемпіонат | Чемпіонат | Національний кубок | Національний кубок | Національний кубок | Континентальні кубки | Континентальні кубки | Континентальні кубки | Інші змагання | Інші змагання | Інші змагання | Усього | Усього |
| Сезон                 | Команда               | Ліга                  | Ігор      | Голів     | Ліга               | Ігор               | Голів              | Ліга                 | Ігор                 | Голів                | Ліга          | Ігор          | Голів         | Ігор   | Голів  |
| --------------------- | --------------------- | --------------------- | --------- | --------- | ------------------ | ------------------ | ------------------ | -------------------- | -------------------- | -------------------- | ------------- | ------------- | ------------- | ------ | ------ |
| 2014-лют. 2015        | «Ліверпуль»           | ПЛ                    | 0         | 0         | КА+КЛ              | 0+0                | 0+0                | ЛЧ+ЛЄ                | 0+0                  | 0+0                  | -             | -             | -             | 0      | 0      |
| лют.-лип. 2015        | «Віган Атлетік»       | ЧФЛ                   | 11        | 0         | КА+КЛ              | 0+0                | 0+0                | -                    | -                    | -                    | -             | -             | -             | 11     | 0      |
| 2015-січ. 2016        | «Вулвергемптон»       | ЧФЛ                   | 17        | 2         | КА+КЛ              | 0+2                | 0+1                | -                    | -                    | -                    | -             | -             | -             | 19     | 3      |
| січ.-лип. 2016        | «Ліверпуль»           | ПЛ                    | 8         | 0         | КА+КЛ              | 3+0                | 1+0                | ЛЄ                   | 0                    | 0                    | -             | -             | -             | 11     | 1      |
| 2016–17               | «Ліверпуль»           | ПЛ                    | 0         | 0         | КА+КЛ              | 2+0                | 0+0                | -                    | -                    | -                    | -             | -             | -             | 2      | 0      |
| Усього за «Ліверпуль» | Усього за «Ліверпуль» | Усього за «Ліверпуль» | 8         | 0         |                    | 5                  | 1                  |                      | 0                    | 0                    |               | -             | -             | 13     | 1      |
| Усього за кар'єру     | Усього за кар'єру     | Усього за кар'єру     | 36        | 2         |                    | 7                  | 2                  |                      | 0                    | 0                    |               | -             | -             | 43     | 4      |

## Титули і досягнення
- Чемпіон світу (U-20): 2017